# Kamila Shamsie

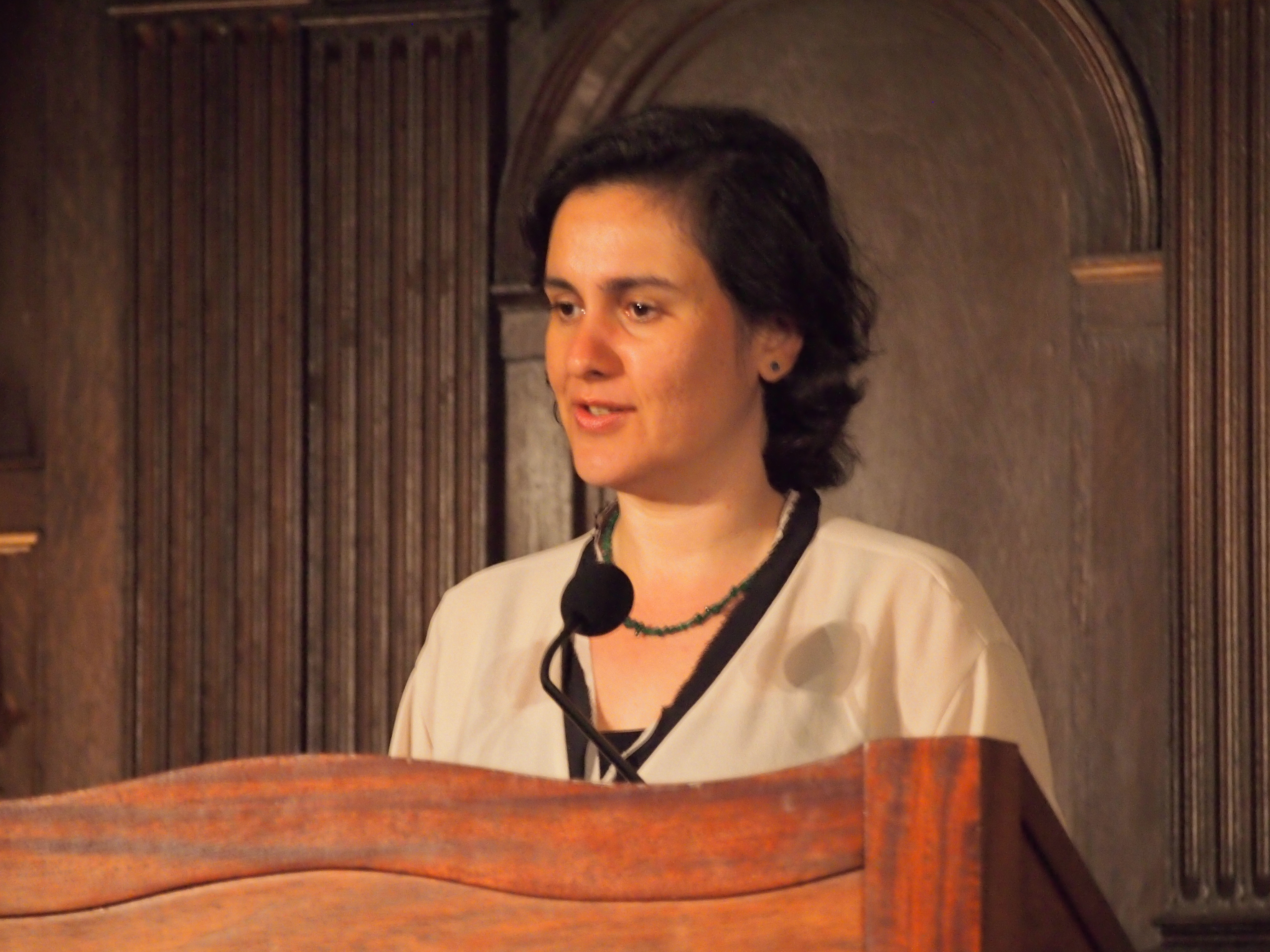
Kamila Shamsie (2017)

Kamila Naheed Shamsie (* 13. August 1973 in Karatschi, Pakistan) ist eine pakistanisch-britische Schriftstellerin.

## Leben
Kamila Shamsie stammt aus einer angesehenen pakistanischen Familie; ihre Mutter ist die Journalistin Muneeza Shamsie. Kamila Shamsie wuchs in Pakistan auf und zog 2007 nach London. Sie hat die pakistanische und die britische Staatsbürgerschaft.
2013 gehörte Shamsie zu den ersten 100 Women der BBC; im Jahr 2018 gehörte sie zu den fünf Jurymitgliedern, die den Gewinner des einmalig vergebenen Golden Man Booker Prize mitauswählten.

## Kontroverse um Preisvergabe
Am 6. September 2019 entschied die Jury des Nelly-Sachs-Preises der Stadt Dortmund, den Preis für das Jahr 2019 an Kamila Shamsie zu vergeben. Nachdem bekannt wurde, dass Shamsie die BDS-Kampagne unterstützt, nahm die Jury die Entscheidung zurück. Die Unterstützung von BDS, so die Jury, stehe im Widerspruch zu den Satzungszielen und dem Geist des Preises. Gegen die Entscheidung, den Preis nicht an Shamsie zu vergeben, protestierten in einem offenen Brief mehr als 250 Künstler und Intellektuelle aus aller Welt.

## Politische Einstellungen
Shamsie kritisiert den Staat Israel und unterstützt die Kampagne Boycott, Divestment and Sanctions (BDS), die Israel wirtschaftlich, kulturell und politisch boykottieren will.
Im Oktober 2024 gehörte Shamsie zu den Unterzeichnern eines Aufrufs zum Boykott israelischer Kulturinstitutionen, „die an der überwältigenden Unterdrückung der Palästinenser mitschuldig sind oder diese stillschweigend beobachtet haben“.

## Auszeichnungen und Nominierungen
- 2019: International DUBLIN Literary Award (nominiert) mit Home Fire
- 2018: Women’s Prize for Fiction für Home Fire
- 2017: London Hellenic Prize

## Werke (Auswahl)
- In the City by the Sea. 1998, ISBN 0-14-028181-9.
- Salt and Saffron. 2000.
  - Salz und Safran. dt. von Rebekka Göpfert. Berlin-Verlag, Berlin 2006, ISBN 3-8270-0531-0.
- Kartography. 2002.
  - Kartographie. dt. von Anette Grube. Berlin-Verlag, Berlin 2004, ISBN 3-8270-0521-3.
- Broken Verses. 2005.
  - Verbrannte Verse. dt. von Anette Grube. Berlin-Verlag, Berlin 2005, ISBN 3-8270-0593-0.
- Offence: the Muslim case. 2009.
- Burnt Shadows. 2009.
  - Verglühte Schatten. dt. von Ulrike Thiesmeyer. Berlin-Verlag, Berlin 2009, ISBN 978-3-8270-0831-2.
- A God in Every Stone. 2014.
  - Die Straße der Geschichtenerzähler. dt. von Ulrike Thiesmeyer. Berlin-Verlag, Berlin 2015, ISBN 978-3-8270-1228-9.
- Home Fire. 2017.
  - Hausbrand. dt. von Nikolaus Hansen. Berlin-Verlag, Berlin 2018, ISBN 978-3-8270-1361-3.
- Best of Friends. Riverhead, New York 2022, ISBN 978-0-593-42182-6.